# Alabama Thunderpussy
Gli Alabama Thunderpussy sono stati una band heavy metal / sludge metal statunitense originaria di Richmond (Virginia).

## Storia
Bryan Cox, Erik Larson e Asechiah Bogdan fondarono la band nel 1996. Bill Storms e Johnny Throckmortin completarono la formazione che nel 1998 firmò con l'etichetta Man's Ruin Records. Il gruppo debuttò con l'album Rise Again lo stesso anno e nel 1999 pubblicò invece il secondo progetto, River City Revival. Nel 2000 fu il turno dell'album Constellation e nel 2002 di Staring at the Divine. Gli Alabama Thunderpussy firmarono anche lo stesso anno con la Relapse Records con cui esordirono con il nuovo frontman Johnny Weils. Nel 2004 fu pubblicato Fulton Hill. Per ragioni sconosciute Weils ha recentemente lasciato gli ATP ed è stato rimpiazzato da Kyle Thomas, ex Exhorder.

## Formazione
- Kyle Thomas - voce
- Erik Larson - chitarra
- Ryan Lake - chitarra
- Mikey B - basso
- Bryan Cox - batteria

### Ex componenti
- Johnny Throckmorton - voce (1996-2002)
- Asechiah "Cleetus LeRoque" Bogden - chitarra
- Sam Krivanec - basso
- John Peters - basso
- Johnny Weils - voce

## Discografia
Album in studio
- 1998 - Rise Again
- 1999 - River City Revival
- 2000 - Constellation
- 2002 - Staring at the Divine
- 2004 - Fulton Hill
- 2007 - Open Fire

Partecipazioni
- Right In The Nuts: A Tribute to Aerosmith